# 艾伦秀
《艾倫秀》（英語：The Ellen DeGeneres Show），美國電視脫口秀節目，由艾倫·狄珍妮主持。首五季由NBC環球在加州的攝影棚製作，現由華納兄弟旗下的Telepictures製作。截至2017年，本節目獲得59座艾美獎日間時段 （Daytime）獎座。
香港免費電視頻道ViuTVsix獲得本節目的播映權，並由2019年11月4日開始，逢星期一及二晚上十點半播映；後因節目調動關係，曾改為逢星期一及二晚上九點半播映。此香港版本的第一集為本節目第十七季的第一集。
2020年3月13日，受COVID-19疫情影響，節目暫停製作。2021年5月21日，艾倫確認節目將於即將播出的第19季正式結束。
2022年4月29日，艾倫於社交網站表示已經完成最後一集的錄製。
最後一集艾倫秀於2022年5月26日於線上播出，標誌着長達19年的艾倫秀畫上句號。

## 節目內容
节目以与名人的访谈为主题，风格轻松诙谐。2003年9月首播，每集38—42分钟，現（2022年）已播出19季。

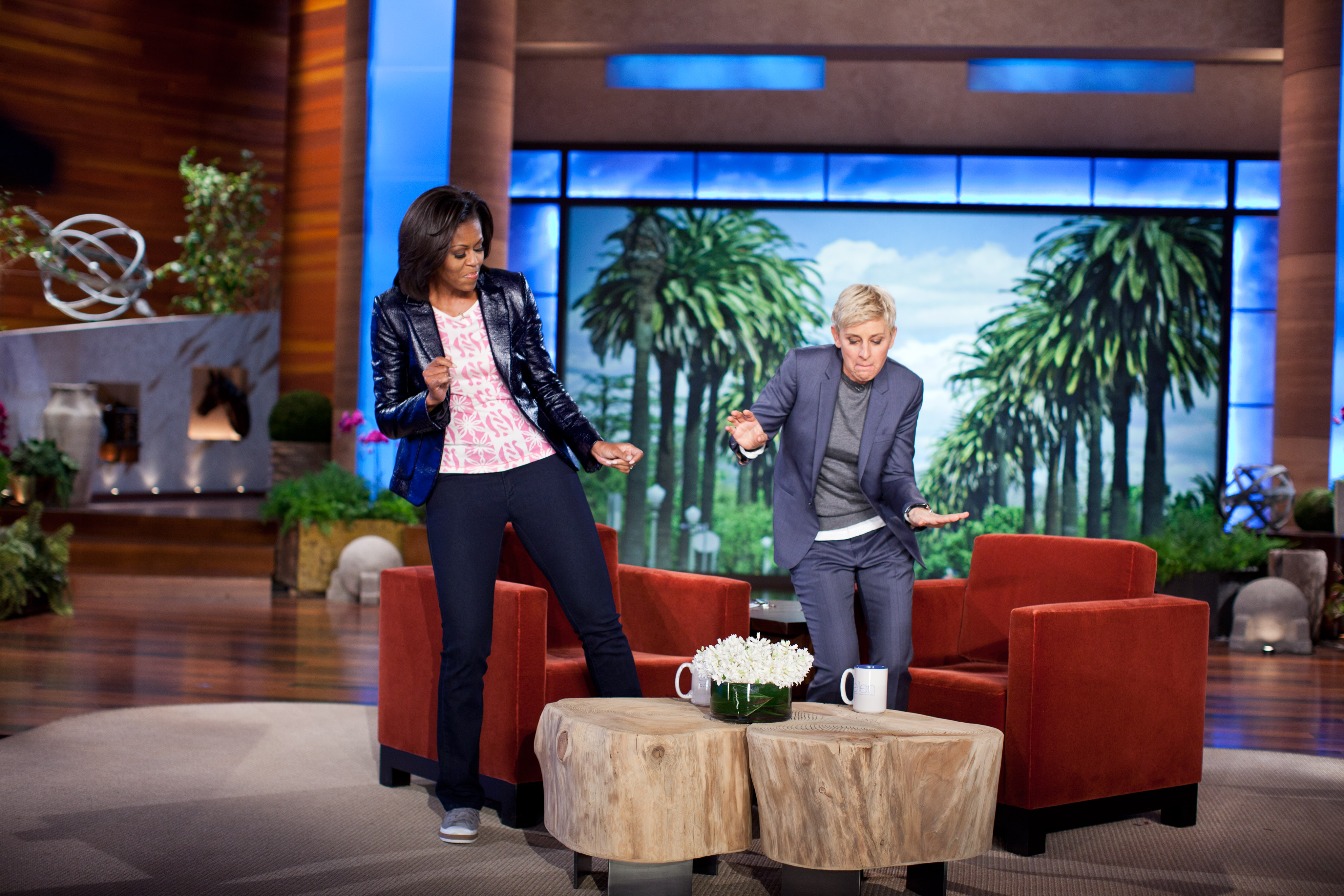
第一夫人米歇爾·奧巴馬曾為《艾倫秀》的嘉賓

## 工作文化與爭議
2018年，《紐約時報》對狄珍妮進行了報導，因為她面臨著續簽脫口秀的問題，以及探索其他創作渠道的決定，包括她的Netflix喜劇特輯節目《Relatable》（2018年），該片惡搞了她的善良形象。當被問及匿名小報報導說她經常對待員工們很差時，她認為這些指控是錯誤的，她說：「我想要的一件事是每個人都能為他們工作的地方感到高興和自豪，如果不高興的話，就不要在這裡工作。」
2020年7月，《BuzzFeed News》發布了一些報導，其中匿名的前員工們指責該節目是一個有毒職場，指責執行製作人有騷擾的行為，以及指稱有種族歧視言論和微暴力的環境氣氛。華納媒體開始了調查。狄珍妮向她的員工道歉，並寫道「她希望她的節目是一個『沒有人敢大聲說話，每個人都會受到尊重』的地方，而且她『得知情況並非如此，感到很失望。』」調查結束後，三位主管被解雇，他們是執行製作人Ed Glavin和Kevin Leman，以及聯合執行製作人Jonathan Norman。該節目發誓會採取措施改變這種文化；狄珍妮在2020年9月第十八季的開場時再次道歉。她的DJ史蒂芬·伯斯被晉升為聯合執行製作人，並擔任該節目的主持人，代替狄珍妮。